# Montbrió del Camp
Montbrió del Camp és un municipi de la comarca del Baix Camp.

## Geografia
- Llista de topònims de Montbrió del Camp (Orografia: muntanyes, serres, collades, indrets..; hidrografia: rius, fonts...; edificis: cases, masies, esglésies, etc).

Se situa al pla de la comarca, a la zona central del Baix Camp. Limita al nord amb el terme de Botarell, a l'est amb Riudoms i Vinyols i els Arcs, al sud amb Cambrils, al sud-oest amb Mont-roig del Camp i al nord-oest amb Riudecanyes. La vila és travessada pel barranc de l'Ànima Blanca, conegut com la Riera. Les seves vies de comunicació són les carreteres locals que l'enllacen amb Reus i Riudoms, amb Mont-roig, amb Cambrils i amb Botarell i Riudecanyes.
Cap als anys 1980 s'hi van descobrir pous d'aigua termal, la qual cosa va permetre als anys noranta l'obertura d'un balneari, l'Hotel Termes Montbrió, als jardins de l'Horta Florida.

## Història
Les primeres referències històriques corresponen al moment en què Hug de Cervelló, arquebisbe de Tarragona, va cedir el lloc a Guillem de Jorba perquè hi construís un castell. Es desconeix la data exacta d'aquesta donació. El 1186, de Jorba va cedir part d'aquest territori a l'arquebisbe Berenguer de Vilademuls. Més endavant, els drets sobre les terres van tornar a la corona. El 1328 el poble va arribar a un acord amb Cambrils per a la vigilància de la costa, i el 1406 va participar en la construcció de les muralles de Cambrils, vila amb la qual s'afranquí de la senyoria arquebisbal per un preu conjunt de 3.000 florins i va passar a ser de nou un lloc reial. Va formar part de la Comuna del Camp des del 1563 fins al 1710, any en què es refermà a favor de l'arxiduc Carles d'Àustria. El 1640, després de forçar el Coll de Balaguer, el marquès de los Vélez va ocupar Montbrió, segons que sembla, sense trobar resistència, mentre es dirigia a Cambrils, on va tenir lloc la batalla de Cambrils. El 1868 amb la revolució de setembre, s'afegí ràpidament per a 
constituir una Junta Revolucionària. A les eleccions de 1869 hi guanyaren els federals. El 1873, a la darrera carlinada, el capitost carlí Cercós va ocupar el poble per cobrar-hi la contribució. Cal remarcar que el 1855, com en altres pobles de la comarca, s'hi practicava la indústria tèxtil a domicili, que depenia de Reus. La majoria de telers existents pertanyien a l'industrial reusenc Leopold Suqué, que el 1865 va ser amenaçat amb una vaga a la ciutat davant la negativa de tornar-los a Reus. Els sous que pagava a les famílies de Montbrió eren molt inferiors als que rebien els obrers de la seva fàbrica de Reus.

## Cultura
Montbrió celebra la seva festa major el 29 de juny, festivitat de sant Pere. El tercer dissabte de gener celebra la festa major d'hivern, coincidint amb sant Antoni. El 1824 hi va néixer el prestigiós prestidigitador Fructuós Canonge.

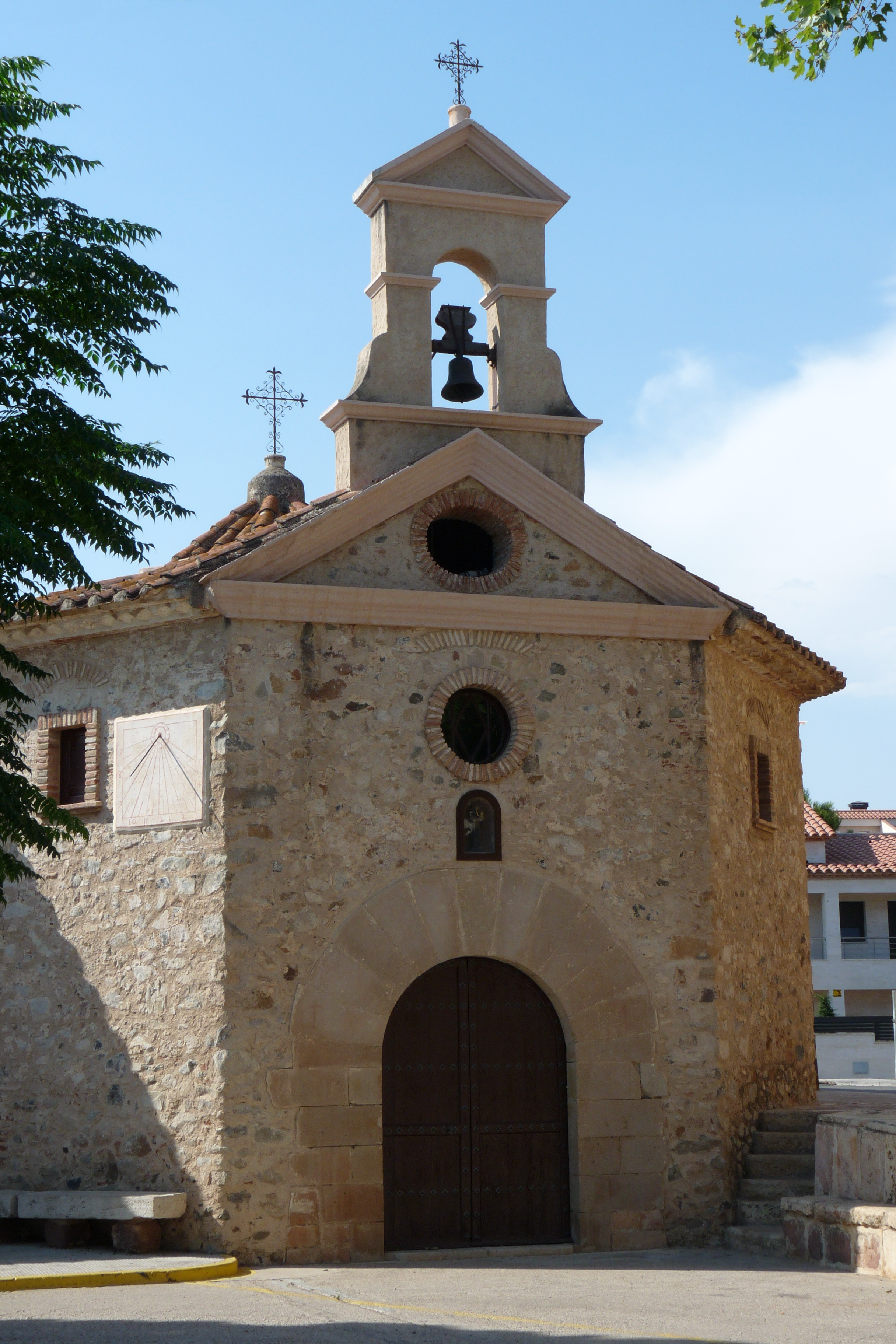
Santuari de Sant Antoni de Pàdua de Montbrió del Camp

Els principals monuments són l'església parroquial, la casa de la vila porticada i l'ermita de Sant Antoni de Pàdua. L'església parroquial de Montbrió està dedicada a Sant Pere Apòstol. És d'estil renaixentista i va ser construïda el 1692. A l'interior s'hi conserva un monumental orgue del segle xviii d'estil barroc.
El Centre històric ha estat declarat patrimoni cultural amb la figura de bé cultural d'interès local.
A prop del centre urbà hi ha un edifici conegut com a Horta Florida. Va ser construït el 1634 i reformat el segle xx. Disposa d'un jardí i un estany artificial. També als afores hi ha el santuari de Sant Antoni, construït el 1704.
En museus, compta amb el Museu del Vi els Cups i el Museu Piqué d'art, ubicat al carrer del Rec.

## Política
Ajuntament
| Candidatura | Candidatura                                                            | Cap de llista        | Vots  | Regidors | % vots |
| ----------- | ---------------------------------------------------------------------- | -------------------- | ----- | -------- | ------ |
|             | Acció per Montbrió - Acord Municipal (AM-AM)                           | Carmina Blay Boquera | 902   | 9        |        |
|             | Junts per Montbrió - Junts                                             | Miquel Navarro Munte | 294   | 2        |        |
|             | Partit dels Socialistes de Catalunya - Candidatura de Progrés (PSC-CP) | Gerard Garriga Cros  | 68    | 0        |        |
|             | Vots blancs                                                            | --                   | 48    | --       |        |
|             | Vots nuls                                                              | --                   | 19    | --       |        |
| Total       | Total                                                                  | 1.331                | 1.331 | 11       | 100 %  |

El percentatge de vots a les diferents candidatures és sobre el total de vots vàlids a alguna de les candidatures. El percentatge dels vots blancs i nuls és sobre el total de vots emesos.

## Demografia
| 1497 f | 1515 f | 1553 f | 1717 | 1787 | 1857  | 1877  | 1887  | 1900  | 1910  |
| ------ | ------ | ------ | ---- | ---- | ----- | ----- | ----- | ----- | ----- |
| 34     | 40     | 50     | 557  | 977  | 1.228 | 1.456 | 1.596 | 1.493 | 1.411 |

| 1920  | 1930  | 1940  | 1950  | 1960  | 1970  | 1981  | 1990  | 1992  | 1994  |
| ----- | ----- | ----- | ----- | ----- | ----- | ----- | ----- | ----- | ----- |
| 1.325 | 1.329 | 1.363 | 1.432 | 1.554 | 1.587 | 1.493 | 1.428 | 1.400 | 1.400 |

| 1996  | 1998  | 2000  | 2002  | 2004  | 2006  | 2008  | 2010  | 2012  | 2014  |
| ----- | ----- | ----- | ----- | ----- | ----- | ----- | ----- | ----- | ----- |
| 1.413 | 1.424 | 1.459 | 1.538 | 1.574 | 1.774 | 2.061 | 2.298 | 2.515 | 2.650 |

| 2016  | 2018  | 2020  | 2022  | 2024  | 2026 | 2028 | 2030 | 2032 | 2034 |
| ----- | ----- | ----- | ----- | ----- | ---- | ---- | ---- | ---- | ---- |
| 2.779 | 2.828 | 2.909 | 3.073 | 3.128 | -    | -    | -    | -    | -    |